# Acceleration Team Zweden
Het Acceleration Team Zweden is een Zweeds raceteam dat deelneemt aan het landenkampioenschap Acceleration 2014 in de klasse Formula Acceleration 1. Het team wordt gerund door het Zweedse team Performance Racing, eigendom van Bobby Issazadhe. Hij is tevens de eigenaar van het team.
In 2014, het eerste seizoen van de klasse, had het team Felix Rosenqvist als coureur in het eerste raceweekend. In het tweede raceweekend werd hij vervangen door Dennis Lind, omdat Rosenqvist in dat weekend in het Europees Formule 3-kampioenschap moest rijden. Lind vertrok in het derde raceweekend naar het Venezolaanse team en werd vervangen door Jimmy Eriksson. In het vierde raceweekend stapte Rosenqvist weer in de auto. In het laatste raceweekend reed Craig Dolby voor het team.

## Resultaten
| Resultaat                     |
| ----------------------------- |
| Winnaar                       |
| Tweede plaats                 |
| Derde plaats                  |
| Gefinisht (punten)            |
| Gefinisht (geen punten)       |
| Niet geklasseerd (NC)         |
| Uitgevallen (DNF)             |
| Niet gekwalificeerd (DNQ)     |
| Gediskwalificeerd (DSQ)       |
| Niet gestart (DNS)            |
| Gewond (INJ)                  |
| Uitgesloten (EX)              |
| Teruggetrokken (WD)           |
| Niet deelgenomen (blanco cel) |
| vetgedrukt (pole position)    |
| cursief (snelste ronde)       |

| Jaar | Coureur          | 1     | 2     | 3     | 4     | 5     | 6     | 7     | 8     | 9      | 10    | Punten | Positie |
| ---- | ---------------- | ----- | ----- | ----- | ----- | ----- | ----- | ----- | ----- | ------ | ----- | ------ | ------- |
| 2014 | Felix Rosenqvist | ALG 4 | ALG 3 |       |       |       |       | MON 1 | MON 1 |        |       | 73     | 5       |
| 2014 | Dennis Lind      |       |       | NAV 4 | NAV 7 |       |       |       |       |        |       | 24*    | 11*     |
| 2014 | Jimmy Eriksson   |       |       |       |       | NÜR 8 | NÜR 6 |       |       |        |       | 11     | 16      |
| 2014 | Craig Dolby      |       |       |       |       |       |       |       |       | ASS 14 | ASS 4 | 12     | 15      |
| Jaar | Coureur          | 1     | 2     | 3     | 4     | 5     | 6     | 7     | 8     | 9      | 10    | Punten | Positie |

* Bij de punten van Lind zijn ook zijn punten die hij gescoord heeft voor het Acceleration Team Venezuela inbegrepen.